# 김만영
김만영(한국 한자: 金万榮)은 6.25전쟁 당시의 참전용사이다.
1950년 8월 4일에 낙동강선 방어 작전임무 수행 중 전사하였고, 대한민국 정부에서는 그의 살신보국정신(殺身保國精神)을 널리 알리고 후대에 교훈으로 남기기 위해 국립대전현충원 장병 제3묘역 311-36040호에 안장하고 전쟁기념관 전사자 명비에 이름을 새겨 그를 추모하였다.